# Europese kampioenschappen schaatsen afstanden 2022 - 500 meter mannen
De 500 meter mannen op de Europese kampioenschappen schaatsen 2022 werd verreden op zondag 9 januari 2022 in ijsstadion Thialf in Heerenveen. De wedstrijd ging over één omloop.
Titelverdediger Pavel Koelizjnikov ontbrak, hij werd opgevolgd door de Pool Piotr Michalski die drie Nederlanders voorbleef.

## Uitslag
| #      | Schaatser                   | Land        | Tijd     |
| ------ | --------------------------- | ----------- | -------- |
| Goud   | Piotr Michalski             | Polen       | 34,60    |
| Zilver | Merijn Scheperkamp          | Nederland   | 34,61    |
| Brons  | Dai Dai N'tab               | Nederland   | 34,76(4) |
| 4      | Kai Verbij                  | Nederland   | 34,76(9) |
| 5      | Ihnat Halavatsjoek          | Wit-Rusland | 34,83    |
| 6      | Bjørn Magnussen             | Noorwegen   | 34,85    |
| 7      | Joel Dufter                 | Duitsland   | 34,95    |
| 8      | Marek Kania                 | Polen       | 35,07    |
| 9      | Jeffrey Rosanelli           | Italië      | 35,11    |
| 10     | David Bosa                  | Italië      | 35,13    |
| 11     | Henrik Fagerli Rukke        | Noorwegen   | 35,20    |
| 12     | Damian Żurek                | Polen       | 35,30    |
| 13     | Nico Ihle                   | Duitsland   | 35,53    |
| 14     | Timoer Karamov              | Rusland     | 35,58    |
| 15     | Mirko Nenzi                 | Italië      | 35,63    |
| 16     | Viktor Lobas                | Rusland     | 35,68    |
| 17     | Daniil Beljajev             | Rusland     | 35,98    |
| 18     | Ignaz Gschwentner           | Oostenrijk  | 36,79    |
| 19     | Oliver Grob                 | Zwitserland | 37,01    |
| DQ     | Håvard Holmefjord Lorentzen | Noorwegen   |          |

2018 · 
2020 · 
2022 · 
2024